# L'Aiglon
« L'Aiglon » redirige ici. Pour le fils de Napoléon Ier, voir Napoléon II.
Pour les articles homonymes, voir Aiglon.
L’Aiglon est un drame en vers d'Edmond Rostand écrit en 1900. Il narre, de façon romancée, les dernières années et la mort du duc de Reichstadt, fils de Napoléon Ier. La pièce, qui fait intervenir 52 acteurs, fut représentée pour la première fois le 15 mars 1900 au théâtre Sarah-Bernhardt. Le rôle-titre était tenu par Sarah Bernhardt, travestie pour l’occasion. L’Aiglon fut un triomphe.

## Présentation

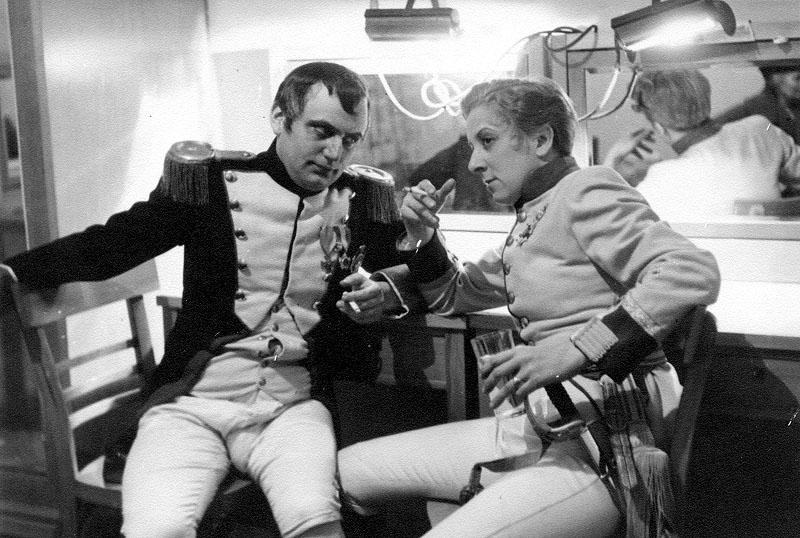
Imre Apáthi et Hilda Gobbi dans L'Aiglon, théâtre national de Hongrie, 1942.

« L'Aiglon » désigne le fils de Napoléon Ier (l’Aigle) et de Marie-Louise d’Autriche, également connu sous les noms de roi de Rome, de Napoléon II, et de duc de Reichstadt.
Dans ce drame en six actes, écrit principalement en alexandrins, l’Aiglon est en quête de son identité personnelle, sur laquelle plane la gloire de son père. Il tente de marcher dans les traces paternelles pour ne pas être « un front qui se colle à des vitres ».
Parmi les scènes remarquables, on peut noter la dernière scène de l'acte III et de l’acte V. La tirade de Flambeau (II, 9) « Nous, les petits, les obscurs, les sans-grades... » est également éminemment célèbre.
Chaque acte porte un nom ; successivement : Les ailes qui poussent, Les ailes qui battent, Les ailes qui s’ouvrent, Les ailes meurtries, Les ailes brisées, Les ailes fermées.
L’action se déroule entre 1830 et 1832 à Schœnbrunn, excepté l’acte V situé dans la plaine de Wagram, et le premier acte qui est à Baden.
Le rôle du duc de Reichstadt (l’Aiglon) est créé par l’actrice Sarah Bernhardt en 1900. Interdite sous l’Occupation, la pièce fut jouée pendant deux ans consécutifs au théâtre du Châtelet devant des salles combles à partir d'août 1945. Trois comédiens et comédiennes se partagèrent le rôle-titre, dont Jean Darnel, ayant l’âge du rôle.

## La pièce

### Argument

#### Acte I: Les ailes qui poussent
La scène se déroule dans le salon d’une villa à Baden, près de Vienne, en 1830. Tiburce de Lorget accompagne sa sœur Thérèse, qui entre comme liseuse auprès de Marie-Louise, fille de l’Empereur Franz et veuve de Napoléon Ier. Celle-ci a fait apporter des collections de papillons dans l’espoir de distraire un peu son fils, le duc de Reichstadt, toujours morne et triste. Marie-Louise et ses demoiselles se retirent lorsque le chancelier Metternich reçoit la visite d’un officier français attaché à l’ambassade de France. L’Autriche accepte de reconnaître le nouveau roi de France, Louis-Philippe, que la Révolution de Juillet vient de placer sur le trône. Le chancelier joue habilement de la menace que représente le duc de Reichstadt pour diriger ses actions diplomatiques. Il met en garde l’attaché français en lui faisant comprendre qu’il pourrait lâcher « l’Aiglon » sur la France si jamais son gouvernement devenait trop libéral. Le duc de Reichstadt fait justement irruption et découvre que la France a adopté le drapeau tricolore. Il reçoit ensuite la visite d’un tailleur et de son essayeuse qui se révèlent être, l’un, un jeune Français bonapartiste, l’autre, sa cousine la comtesse Camerata. Tous deux lui proposent de fuir l’Autriche, mais le duc refuse. Il ne se sent pas prêt et demande un an de travail et de réflexion.

#### Acte II: Les ailes qui battent
Un an après, au palais de Schönbrunn. Le duc de Reichstadt surprend Sedlinsky, le chef de la police, en train de fouiller ses affaires. Narquois, le duc sort de sa poche une lettre et la tend à Sedlinsky : « Mon cher comte !... Encore une que vous n’avez pas lue ! ». Le duc se plaint de la surveillance qu’on lui impose et de la « cage dorée » dans laquelle on l’enferme : « J’admire ce mais ! Sentez-vous tout ce que ce mais veut dire ? [...] Moi, le duc de Reichstadt, un prisonnier ?... jamais ! Un prisonnier !... Je suis un pas-prisonnier-mais. » Lorsque le maréchal Marmont déclare au duc qu’il a trahi Napoléon à cause de « la fatigue ! », un laquais s’avance et se révèle : « Et nous, les petits, les obscurs, les sans-grades, nous qui marchions fourbus, blessés, crottés, malades, [...] nous, nous ne l’étions pas peut-être fatigués ? ». Ce laquais, c’est Séraphin Flambeau, un ancien grognard, conspirateur et bonapartiste, qui propose à nouveau au duc de s’enfuir. Le duc ne refuse pas, mais demande à Flambeau de lui laisser tenter sa chance auprès de son grand-père, l’empereur Franz.

#### Acte III: Les ailes qui s'ouvrent
Tandis que l’empereur distribue des faveurs à ses sujets, le duc réclame qu’on lui restitue la France. L’empereur refuse d’abord, puis le duc l’attendrit. Le jeune homme et le grand-père se remémorent les vieux souvenirs d’enfance, s’émeuvent, et, lorsque l’empereur est prêt à se laisser convaincre, Metternich intervient en demandant au duc, s’il devient empereur des Français, d’abolir le drapeau tricolore et de réduire toutes les libertés. Les instincts libéraux du duc se réveillent et retournent l’opinion de l’empereur du côté de Metternich. Ayant échoué, le duc décide d’accepter l’offre de Flambeau. Mais, au beau milieu de la nuit, Metternich lui rend visite et l’annihile au cours d’une scène de cauchemars fantasmagorique où le duc aperçoit tous ses ancêtres aliénés dans le reflet d’un miroir. Le chancelier quitte un jeune homme détruit, appelant son père défunt à son secours.

#### Acte IV: Les ailes meurtries
C’est une scène de bal dans les ruines artificielles du jardin de Schönbrunn. Les convives y sont masqués. Le duc est dévasté par les événements de la nuit passée, il ne sait plus qui il est. Lorsqu’il surprend sa mère en plein flirt avec Bombelles, il se réveille et, dans un mouvement de rage salutaire, retrouve son ardeur. Il découvre que sa cousine, la comtesse Camerata, est dissimulée parmi les convives. Elle prendra sa place et son costume pendant que le monde sera distrait par une pièce de théâtre. Ainsi, le duc pourra s’enfuir sans être suivi ni surveillé. Les cousins échangent leurs habits et exécutent le plan, assistés de Flambeau et Fanny Elssler. Mais Tiburce de Lorget décide de faire assassiner le duc, sans savoir qu’il s’agit en réalité de la comtesse Camerata travestie.

#### Acte V: Les ailes brisées
Le duc et ses partisans se rejoignent dans la plaine de Wagram. L’attaché français est présent et avertit le duc du danger que court la comtesse Camerata. Le duc décide, contre l’avis général, de faire demi-tour et d’abandonner ses rêves pour sauver la vie de sa cousine. Mais, avant qu’il ne parte, c’est elle qui arrive, étant parvenue à échapper à l’assassinat. Toutefois, cette aventure leur a fait perdre trop de temps et l’alerte a été sonnée trop tôt à Schönbrunn. Les forces de police de Sedlinsky arrivent et déjouent le complot. Sedlinsky fait arrêter l’attaché français et Flambeau, qui se donne la mort, puis abandonne le duc au milieu de la plaine avec le cadavre de son compagnon. Le duc tombe alors dans un sordide délire : il voit se dérouler la bataille de Wagram sous ses yeux, il entend les cris des agonisants, les appels au secours, il voit les mutilations, les tas de macchabées qui étouffent les vivants, les chevaux piétinant les combattants... Puis son discours se meut en un cri passionné, il en appelle au dévouement épique, au combat jusqu’à la mort. Il s’oublie dans son délire, tire son épée, attaque des ennemis invisibles, lorsque le régiment qu’il avait fait appeler le matin même débarque et le fait brusquement revenir à la réalité.

#### Acte VI: Les ailes fermées
À Schönbrunn, dans la chambre du duc de Reichstadt. Le duc est malade, faible et agonisant. L’archiduchesse, sa tante bien-aimée, l’assure de sa guérison et l’emmène communier avec elle dans une pièce attenante. C’est en réalité un coup monté : la famille impériale entre dans la chambre dès que le duc en est sorti et assiste, par derrière, au dernier sacrement du duc, selon la coutume des Habsbourg. Mais Thérèse de Lorget, la lectrice, bouleversée par la maladie du duc, pousse un cri de désespoir. Le duc se retourne et découvre la duperie. Il remercie Thérèse : « On n’avait pas le droit de me voler ma mort ». La famille impériale se retire ; ne restent que les trois femmes qui l’ont aimé : Thérèse de Lorget, qui le plaignait ; l’archiduchesse, qui le gâtait ; la comtesse Camerata, qui le défendait. « Les femmes m’ont aimé comme on aime un enfant ». Sa mère, Marie-Louise, entre et demande à son fils de lui pardonner. Le duc a fait venir le berceau dans lequel il dormait enfant, près duquel il s’allonge pour vivre ses derniers instants. Enfin il jette un cri : « Napoléon ! » ; et s’éteint. Metternich déclare : « Vous lui remettrez son uniforme blanc ».

### Liste des personnages
- Franz, duc de Reichstadt
- Séraphin Flambeau
- Le prince de Metternich
- L’Empereur Franz
- Le maréchal Marmont
- Le Tailleur
- Frédéric de Gentz
- L’attaché français
- Le chevalier de Prokesh-Osten
- Tiburce de Lorget
- Le comte de Dietrichstein
- Le baron d’Obenaus
- Le comte de Bombelles
- Le général Hartmann
- Le docteur
- Le comte de Sedlinsky
- Un garde-noble
- Lord Crowley
- Thalberg
- Furstenberg
- Montenegro
- Un sergent du régiment du duc
- Le capitaine Foresti
- Un vieux paysan
- Pionnet
- Goubeaux
- L’huissier
- Un montagnard
- Marie-Louise
- La comtesse Camerata
- Thérèse de Lorget
- L’archiduchesse
- Fanny Elssler
- La grande-maîtresse
- Princesse Grazalcowitch
- Quelques belles dames de la cour
- Lady Crowley
- Les demoiselles d’honneur de Marie-Louise
- Une vieille paysanne

La famille impériale.
La maison militaire du duc.
Gardes de l’empereur : arcières, garde-nobles, trabans, etc.
Masques et Dominos : polichinelles, mezzetins, bergères, etc.
Paysans et paysannes.
Le régiment du duc.

## Distribution
Théâtre Sarah-Bernhardt, 15 mars 1900
- Franz, duc de Reichstadt : Sarah Bernhardt
- Séraphin Flambeau : Lucien Guitry
- Le prince de Metternich : André Calmettes
- L'empereur Franz : André Rippert
- Le maréchal Marmont : Maurice Luguet
- Le tailleur : E. Magnier
- Frédéric de Gentz : Jules Laroche
- L'attaché français : Maurice Schutz
- Le chevalier de Prokesch-Osten : Georges Deneubourg
- Tiburce de Lorget : Scheller
- Le comte de Dietrichstein : Rebel
- Le baron d'Obenaus : Chameroy
- Le comte de Bombelles : Jacques Volnys
- Le général Hartmann : Teste
- Le comte de Sedlinsky : Jean Dara
- Lord Cowley, ambassadeur d'Angleterre : Charles Krauss
- Thalberg : Laurent
- Furstenberg : Cauroy
- Marie-Louise, duchesse de Parme : Maria Legault
- La comtesse Camerata : Blanche Dufrêne
- Thérèse de Lorget, sœur de Tiburce : Renée Parny
- L'archiduchesse : Christiane Préval
- Fanny Elssler : Lucy Gérard
- Princesse Grazalcowitch : Grandet

## Mises en scène

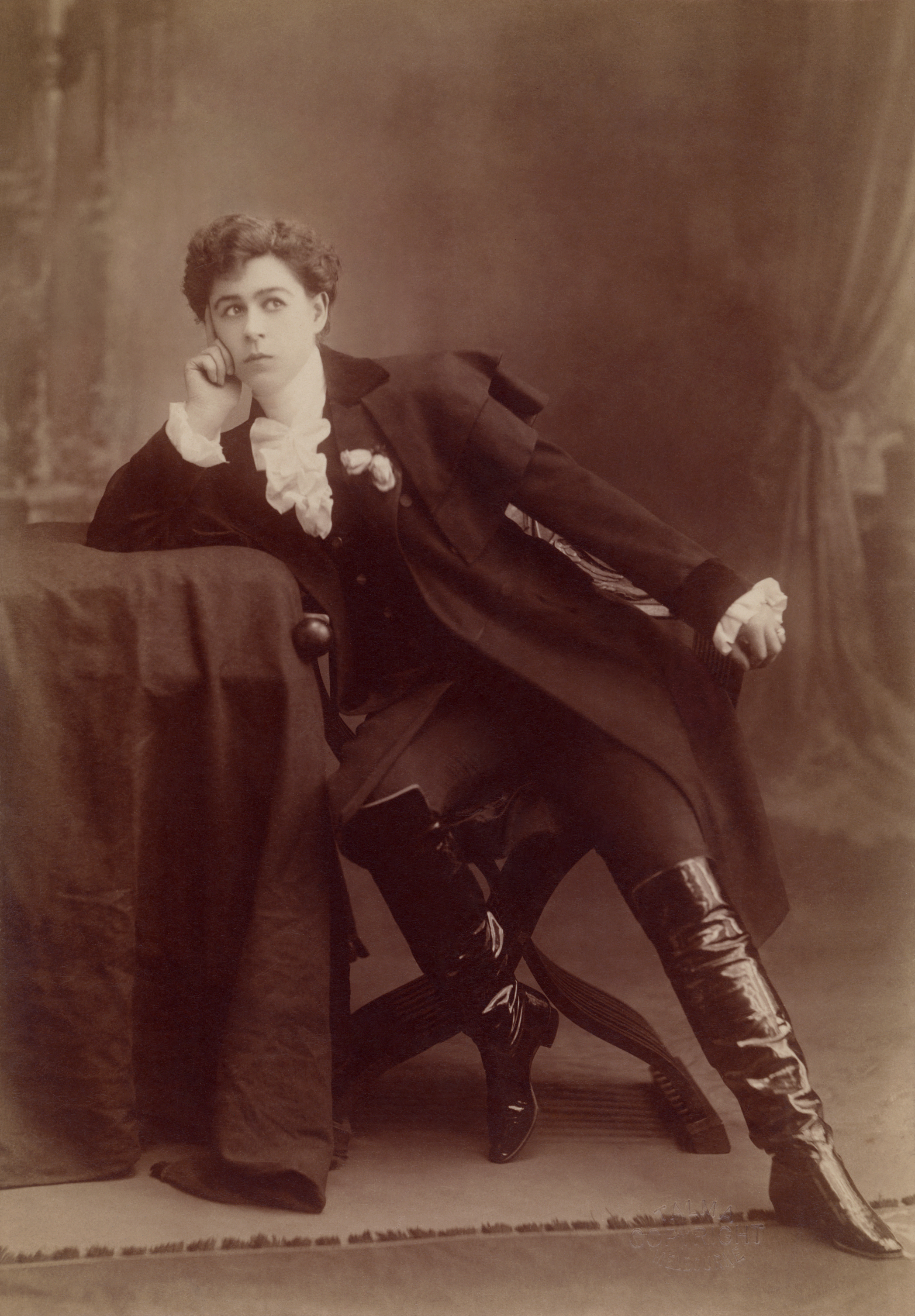
Minnie Tittell Brune, jouant le duc de Reichstadt dans une interprétation australienne de l'Aiglon. Ce sera la seule production dans laquelle elle joue un rôle masculin. Années 1900.

- 1942 : Budapest, Théâtre national de Hongrie.
- 1969 : L'Aiglon, mise en scène de Jacques Sereys, Paris, théâtre du Châtelet.
- 1993 : L'Aiglon, mise en scène de Jean Danet, Tréteaux de France.
- 1994 : L'Aiglon, mise en scène de François Rancillac, Bussang, Théâtre du Peuple[6].
- 2000 : L'Aiglon, mise en scène de Marion Bierry, Paris, Le Trianon.
- 2011 : L'Aiglon, histoire d'un rêve (d'après Rostand), mise en scène d'Anne Delbée, théâtre de Saint-Maur.
- 2021 : L'Aiglon, mise en scène de Maryse Estier, Versailles, théâtre Montansier

## Adaptations cinématographiques
- L'Aiglon (1913) de et avec Émile Chautard.
- Der Herzog von Reichstadt de Hans Otto avec Rainer Simons.
- L'Aiglon (1931) de Viktor Tourjanski avec Jean Weber.
- Der Herzog von Reichstadt (1931) de Viktor Tourjanski avec Walter Edthofer.

- L'une des scènes du film La Fin du jour (1939) de Julien Duvivier reprend les dialogues de l'entrée de Flambeau (Michel Simon).
- Napoléon II L'Aiglon (1961) de Claude Boissol avec Bernard Verley et Jean Marais.
- L'Aiglon (1966) de Pierre Badel, téléfilm fidèlement adapté de la pièce. Avec Pierre Dux (Flambeau) et Serge Ducher (Duc de Reichstadt).
- L'Aiglonne (1922) film à épisodes réalisé par Émile Keppens et René Navarre d'après un scénario d'Arthur Bernède

## Adaptation musicale
- 1936 : L'Aiglon, opéra d'Arthur Honegger et Jacques Ibert.